# Muskazon
Muskazon är en aminosyra och en av de giftiga psykoaktiva ämnena i Amanita muscaria (röd flugsvamp), Amanita regalis (brun flugsvamp) och Amanita pantherina (panterflugsvamp). Den senare arten har den högsta koncentrationen av giftet.
Förtäring kan orsaka nedsatt syn, mental förvirring och minnesförlust.